# Larca bosselaersi
Larca bosselaersi är en spindeldjursart som beskrevs av Henderickx och Vets 2002. Larca bosselaersi ingår i släktet Larca och familjen Larcidae. Inga underarter finns listade i Catalogue of Life.